# De Cock en de dood van een profeet
De Cock en dood van een profeet is het negenendertigste deel van de detectivereeks De Cock van de Nederlandse auteur Appie Baantjer waarin rechercheurs Jurriaan 'Jurre' de Cock en Dick Vledder de moord oplossen op een evangelist die ontspoorde jongeren opvangt en speelt zich af in Amsterdam en het Gooi.

## Verhaal
Onder protest van Dick Vledder neemt rechercheur De Cock zijn collega mee naar een evangelisatiebijeenkomst van Sjoerd van Obergum. Deze 29-jarige theoloog is afgestudeerd aan de Theologische Hogeschool van Kampen. Hij zoekt in de Amsterdamse binnenstad notoire jonge wetsovertreders op en houdt bijeenkomsten in een zaaltje aan de Oudezijds Achterburgwal. Een half uur na het aanvangstijdstip van 20.00 uur komt een jonge vrouw, Belinda van de Bosch, binnenstormen met de mededeling dat de profeet is vermoord.
Belinda neemt de rechercheurs mee terug naar het appartement aan het Turfdraagsterspad, waar Belinda samenleefde met Sjoerd. Het hele appartement is overhoop gehaald en volgens Belinda is er f50.000 ontvreemd in 50 coupures van duizend. Sjoerd heeft een groot model stiletto in de rug door zijn colbert heen. Op het bureau legt Belinda uit dat ze in Amsterdam Barbara heet. Sjoerd had haar zo genoemd naar een heilige uit de derde eeuw: Barbara van Nicomedië. Laatstgenoemde zou door haar vader zijn opgesloten vanwege haar geloof. Belinda verloor op haar vijftiende haar moeder en werd daarna door haar vader tot prostitutie gedwongen. In Amsterdam leidde Sjoerd een groepje met 5 jonge twintigers, veelplegers. Als een soort godsbewijs had lange Peter gesuggereerd een staatslot te kopen, om God te testen. De prijs van f 50.000 zijn Sjoerd en Barbara in Den Haag contant gaan ophalen. Sjoerd was nog bezig met een verdelingsplan op grond van een ieders talenten. Tijdens het verhoor blijkt dat Lange Peter, Peter Zandvliet, zijn vingerafdrukken heeft achtergelaten op het bureau, waar uit het geld zou zijn verdwenen. Maar Peter ontkent desgevraagd de moord.
De volgende ochtend blijven er voor De Cock en Vledder nog drie jonge mannen en twee jonge vrouwen over, die wisten van het staatslot. Dan meldt zich ook nog eens een uitgever, Diederik Laufferbach, van uitgeverij De oude Bataaf uit Bussum. Zijn successchrijver Stanley van Blaisse is vorige maand op 83-jarige leeftijd overleden. Hij liet enkele onuitgegeven manuscripten na, maar de uitgever hoopte dat Sjoerd zijn plaats zou kunnen innemen. Diederik had om negen uur vanmorgen een afspraak met hem en kreeg aan bureau Lijnbaansgracht te verstaan dat Sjoerd was vermoord en dat rechercheur De Cock het onderzoek leidt. Sjoerd schreef over zijn omgang met kansarme jongeren. Diederik ziet in een verdwenen met de hand geschreven manuscript een motief voor moord. Dick Vledder suggereert later aan De Cock dat de inhoud zelf wellicht compromitterend was.
Op de plaats delict treft De Cock Erik Voogd aan. Hij is een van de vijf overgebleven jongeren, maar heeft als bordenwasser een alibi. En passant beschuldigt Erik Barbara van heroïne gebruik. Smalle Lowietje schrikt van de moord op de profeet. Hij herinnert zich dat de vader van Barbara gezegd heeft de profeet, de kwezelaar, aan het mes te zullen rijgen. Terug aan de Warmoesstraat blijkt dat op de plaats delict nu ook Barbara op identieke wijze vermoord is aangetroffen. Ze is gevonden door Jasper de Groot, die eerst zijn identiteit niet wil prijsgeven. Wegens het bloed aan zijn handen laat De Cock hem arresteren. Hij woont officieel bij zijn ongetrouwde tante Evelien de Groot. Hij zocht ook de f 50.000 gulden. De Cock gelooft hem en laat hem gaan. En passant vertelt Jasper dat hij de vader van Barbara uit de woning heeft zien komen. Jasper laat vervolgens Karel van de Bosch arresteren en komt hem persoonlijk bij De Cock afleveren. Karel is nog steeds woonachtig te Haarlem maar is op de vlucht. Hij beschuldigt zijn dochter van vrijwillige prostitutie en heroïnegebruik. Zelf is hij door zijn dochter van incest beschuldigd. Hij kan zich in Haarlem niet meer laten zien. De Cock levert hem uit aan zijn collega’s te Haarlem, om de incestzaak uit te zoeken. Maar daar is chef Buitendam weer geïrriteerd over. Hij wil hoe dan ook een arrestatie voor moord.
Vader Ambrosius, ofwel Alphonsus Verweij, meldt zich ook bij de rechercheurs. Hij trad op als een soort oudere mentor voor de profeet. Hij is echter niet onder de indruk van het incest verhaal. Hij noemt Barbara een duivelin. Hij refereert aan de dochters van Lot, die hun vader dronken voerde om incest te kunnen plegen. De twee vrouwelijke leden van de praatgroep rond de profeet worden in Groningen opgepakt wegens winkeldiefstal. Trees van Gamelen en Ansje van der Wiel hebben echter als winkeldieven ook ieder nog meer dan 20 briefjes van duizend op zak. Dankzij een telexbericht komt bij de collega’s te Groningen Amsterdam in beeld. Vledder aarzelt niet en rijdt met De Cock naar Groningen. De Cock krijgt van Ansje te horen dat het geld op hun logeeradres bij Vader Ambrosius lag. Na de moord op de profeet zijn ze met het geld vertrokken. Terug in Amsterdam komt Jasper de Groot de volgende ochtend vertellen dat ook zijn tante Evelien op identieke wijze in haar appartement aan de Vierwindenstraat is omgebracht. Vledder gaat aan de slag met haar personal computer. Hij vindt geen floppy’s. De Cock is geïnteresseerd in twee bestanden: “Blaisse” en ‘’Obergum’’. De twee rechercheurs zijn nu dicht bij een oplossing. Tante Evelien werkte aan het verdwenen manuscript. Ook lijkt er een opdracht te zijn uitgegaan de eerste twee regels weg te laten. Twee regels van Willem Elsschot, waarnaar eerder uitgever Diederik had verwezen.
Rechercheur De Cock zet deze keer een klungelige val op. Rechercheurs Appie Keizer en Fred Prins worden in de kamer van Vader Ambrosius opgesloten in speciaal geplaatste te nauwe kasten. Uitgever Diederik Laufferbach doet een mislukte moordpoging op Vader Ambrosius maar ontkomt in een Amsterdamse gracht. Hij raakt er zwaargewond bij en De Cock kan hem in het ziekenhuis nog verhoren.
Thuis geeft De Cock weer opening van zaken. Mevrouw De Cock prijst Dick Vledder uitbundig om zijn computerkennis. Uitgever Diederik wilde Sjoerd inderdaad gebruiken als schrijver van manuscripten voor de dode Blaisse. Sjoerd moest zogenaamd de nagelaten manuscripten alsnog schrijven. Zijn weigering werd zijn dood. Barbara was na de moord even in de war maar ging later op de dag naar Vader Ambrosius met het voorstel de f 50.000 te delen. Vader Ambrosius bewaarde immers al het geld. Maar omdat Barbara precies van het schrijverschap van Sjoerd op de hoogte was, ruimde Diederik haar uit de weg. Ten slotte heeft hij ook tante Evelien, die al jaren naar tevredenheid vanuit haar appartement voor de uitgeverij werkte, omgebracht. Vervolgens eiste Vader Ambrosius op advies van de Cock f 500.000 van de uitgever, die zich daarop voor een vierde moord meldde. Na afloop van de bespreking weigert De Cock computerles te nemen. Het geld gaat hij onder de 5 jongeren verdelen naargelang hun talenten.
Op de begrafenis van tante Evelien de Groot zijn alleen haar neef Jasper en rechercheur De Cock aanwezig. De rechercheur nodigt Jasper uit voor een ontbijt, eieren met bacon of alleen een douchebeurt.

## Voetnoten
1. ↑  Het bureau dat het moordonderzoek om topografische redenen zou moeten leiden.
2. ↑  Gebruikelijk in 1993!
3. ↑  Twee regels uit het Huwelijk: "Maar doodslaan deed hij niet, want tussen droom en daad
staan wetten in de weg en praktische bezwaren."